# Староселье (аэропорт)
Старосе́лье — аэропорт Рыбинска (Ярославская область). Расположен в восьми километрах  севернее города вблизи деревни Староселье (Рыбинского района). Используется для выполнения чартерных рейсов и проведения авиационных работ. 
Имеет одну асфальтобетонную взлётно-посадочную полосу класса Г размером 2000×29 м, способную принимать воздушные суда с максимальным взлётным весом 30 тонн (Ан-2, Ан-24, Ан-26, Ан-28, Ан-30, Ан-32, Ан-72, Ан-74, Як-40), а также вертолёты всех типов. Классификационное число ВПП (PCN) 18/F/D/X/T.

## Регулярное сообщение
До 1990-х годов существовало регулярное авиасообщение с Москвой, Санкт-Петербургом и Ярославлем, прекращено в связи с нерентабельностью. В начале 2000-х осуществлялись регулярные рейсы Рыбинск (Староселье) — Москва (Домодедово). 

## Аварии в аэропорту
7 июня 2014 г. недалеко от села Староселье потерпел крушение самолет Ан-2. На борту самолета Ан-2 был его владелец, Юрий Чепкин, брат известного авиаконструктора Виктора Чепкина, бывшего генерального конструктора НПО «Сатурн».

## Ближайшие аэропорты в других городах
- Туношна (Ярославль) (95 км)
- Кострома (128 км)
- Череповец (140 км)
- Вологда (144 км)
- Иваново-Южный (177 км)